# Italienne
Italienne, född 7 februari 2018, är en fransk varmblodig travhäst. Hon tränades av Philippe Allaire och kördes oftast av Anthony Barrier eller David Thomain.
Hon började tävla 2020 och inledde med en tredjeplats för att sedan ta sin första seger i andra starten. Hon sprang under sin karriär in 124 090 euro på 21 starter varav 5 segrar, 3 andraplatser och 2 tredjeplatser.
Italienne tog karriärens största seger i Prix Vourasie (2020). Samt segrat i Prix de Ribemont (2020) samt på andraplats i Prix Marcel Dejean (2020) och Prix de Taverny (2020) samt på tredjeplats i Prix Kurse (2020).

## Statistik
| Statistik för Italienne (Ref.) | Statistik för Italienne (Ref.) | Statistik för Italienne (Ref.) | Statistik för Italienne (Ref.) | Statistik för Italienne (Ref.) | Statistik för Italienne (Ref.) |
| ------------------------------ | ------------------------------ | ------------------------------ | ------------------------------ | ------------------------------ | ------------------------------ |
| Starter                        | Placeringar                    | Startprissumma                 | Segerprocent                   | Platsprocent                   | Rekord                         |
| 21                             | 5-3-2                          | 124 090 euro                   | 24 %                           | 48 %                           | 1.12,3ak,                      |

### Större segrar
| År   | Lopp          | Kusk          | Vinstbelopp | Grupp   |
| ---- | ------------- | ------------- | ----------- | ------- |
| 2020 | Prix Vourasie | David Thomain | 36 000 EUR  | Grupp 3 |